# Thorbjørn Jagland
Thorbjørn Jagland (fil), ursprungligen Johansen, född 5 november 1950 i Drammen, är en norsk ekonom och politiker verksam i Arbeiderpartiet. Han har varit stortingspresident samt Norges stats- och utrikesminister.

## Politisk karriär
Thorbjørn Jagland var ordförande i partiets ungdomsförbund AUF åren 1977–1981, Han arbetade som politisk sekreterare internt i partiet fram till 1986 varefter han blev partisekreterare i Arbeiderpartiet, en post som Jagland innehade till 1992. Han valdes då av partiets landsmöte till partiledare. Han efterträdde Gro Harlem Brundtland som statsminister 1996 (Thorbjørn Jaglands regering) men led nederlag i stortingsvalet 1997. Trots detta satt Jagland kvar som partiledare fram till 2002. I Jens Stoltenbergs första kortlivade regering (Regeringen Stoltenberg I) var Jagland utrikesminister 2000–01. Han var ordförande i Stortingets utrikesutskott 2001–05. Efter maktskiftet 2005, då en koalitionsregering mellan Arbeiderpartiet, Senterpartiet och Sosialistisk venstreparti tillträdde, valdes Thorbjørn Jagland till stortingets talman. Thorbjørn Jagland hemmahör i Lier, Buskerud.
Jagland kungjorde 23 september 2008 att han inte ställde upp i Stortingsvalet 2009 eftersom han istället kandiderade till posten som generalsekreterare i Europarådet. Den 29 september 2009 blev Jagland vald och han tillträdde 1 oktober 2009. Samma år tillträdde Jagland posten som ordförande i Norska Nobelkommittén. I mars 2015 efterträddes han av Kaci Kullmann Five.